# Leopard Trek/2011
Deze pagina geeft een overzicht van de Team Leopard-Trek wielerploeg in 2011.
De Belgische renner Wouter Weylandt overleed op 26-jarige leeftijd tijdens de derde etappe van de Ronde van Italië 2011.

## Algemeen
Algemeen manager: Kim Andersen
Ploegleiders: Torsten Schmidt, Luca Guercilena, Adriano Baffi, Lars Michaelsen
Fietsmerk: Trek
Auto's: Mercedes-Benz

## Renners
| Renner              | Geboortedatum | Land        | Ploeg 2010           | Opmerkingen                     |
| ------------------- | ------------- | ----------- | -------------------- | ------------------------------- |
| Daniele Bennati     | 24-09-1980    | Italië      | Liquigas             |                                 |
| Fabian Cancellara   | 18-03-1981    | Zwitserland | Saxo Bank            |                                 |
| Will Clarke         | 11-04-1985    | Australië   | AG2R                 |                                 |
| Stefan Denifl       | 20-09-1987    | Oostenrijk  | Cervélo              |                                 |
| Brice Feillu        | 26-07-1985    | Frankrijk   | Vacansoleil          |                                 |
| Jakob Fuglsang      | 22-03-1985    | Denemarken  | Saxo Bank            |                                 |
| Linus Gerdemann     | 16-09-1982    | Duitsland   | Team Milram          |                                 |
| Dominic Klemme      | 21-10-1986    | Duitsland   | Saxo Bank            |                                 |
| Anders Lund         | 14-02-1985    | Denemarken  | Saxo Bank            |                                 |
| Maxime Monfort      | 14-01-1983    | België      | HTC-Columbia         |                                 |
| Martin Mortensen    | 05-11-1984    | Denemarken  | Vacansoleil          |                                 |
| Giacomo Nizzolo     | 30-01-1989    | Italië      | Trevigiani Bottoli   |                                 |
| Stuart O'Grady      | 06-08-1973    | Australië   | Saxo Bank            |                                 |
| Martin Pedersen     | 15-04-1983    | Denemarken  | Footon-Servetto-Fuji |                                 |
| Bruno Pires         | 15-05-1981    | Portugal    | Barbot-Siper         |                                 |
| Joost Posthuma      | 08-03-1981    | Nederland   | Rabobank             |                                 |
| Thomas Rohregger    | 23-12-1983    | Oostenrijk  | Team Milram          |                                 |
| Rüdiger Selig       | 19-02-1989    | Duitsland   | Jenatec Cycling      | Stagiair                        |
| Andy Schleck        | 10-06-1985    | Luxemburg   | Saxo Bank            |                                 |
| Fränk Schleck       | 15-04-1980    | Luxemburg   | Saxo Bank            |                                 |
| Tom Stamsnijder     | 15-05-1985    | Nederland   | Rabobank             |                                 |
| Davide Vigano       | 12-06-1984    | Italië      | Team Sky             |                                 |
| Jens Voigt          | 17-09-1971    | Duitsland   | Saxo Bank            |                                 |
| Robert Wagner       | 17-04-1983    | Duitsland   | Skil-Shimano         |                                 |
| Fabian Wegmann      | 20-06-1980    | Duitsland   | Team Milram          |                                 |
| Wouter Weylandt (†) | 27-09-1984    | België      | Quick Step           | † 9 mei; verongelukt in de Giro |
| Oliver Zaugg        | 09-05-1981    | Zwitserland | Liquigas             |                                 |

## Overwinningen
| GP Le Samyn Winnaar: Dominic Klemme Tirreno-Adriatico 7e etappe: Fabian Cancellara E3 Prijs Vlaanderen Winnaar: Fabian Cancellara Criterium International 1e etappe: Fränk Schleck Eindklassement: Fränk Schleck Ronde van de Sarthe 1e etappe: Daniele Bennati 3e etappe (TT): Daniele Bennati 5e etappe: Daniele Bennati Ronde van Beieren 5e etappe: Giacomo Nizzolo | Ronde van Luxemburg Proloog: Fabian Cancellara 2e etappe: Linus Gerdemann Eindklassement: Linus Gerdemann Ronde van Zwitserland Proloog: Fabian Cancellara 9e etappe: Fabian Cancellara Bergklassement: Andy Schleck Nationale kampioenschappen Duitsland - wegwedstrijd: Robert Wagner Luxemburg - wegwedstrijd: Fränk Schleck Zwitserland - wegwedstrijd: Fabian Cancellara Ronde van Oostenrijk 8e etappe: Daniele Bennati | Ronde van Frankrijk 18e etappe: Andy Schleck Ronde van Wallonië 3e etappe: Daniele Bennati Ronde van Denemarken 3e etappe: Jakob Fuglsang Ronde van Spanje 1e etappe (TT): Vuelta team 20e etappe: Daniele Bennati Binche-Doornik-Binche Winnaar: Rüdiger Selig Ronde van Lombardije Winnaar: Oliver Zaugg |

Mannen: 2011 · 2012 · 2013 · 2014 · 2015 · 2016 · 2017 · 2018 · 2019 · 2020 · 2021 · 2022 · 2023 · 2024 · 2025
Vrouwen: 2019 · 2020 · 2021 · 2022 · 2023 · 2024 · 2025
AG2R-La Mondiale · Astana · BMC Racing Team · Euskaltel-Euskadi · Team Garmin-Cervélo · Team HTC-High Road · Katjoesja · Lampre-ISD · Team Leopard-Trek · Liquigas-Cannondale · Team Movistar · Omega Pharma-Lotto · Quick Step · Rabobank · Team RadioShack · Saxo Bank-Sungard · Sky ProCycling · Vacansoleil-DCM